# Cirrochroa caera
Cirrochroa caera är en fjärilsart som beskrevs av Hans Fruhstorfer 1912. Cirrochroa caera ingår i släktet Cirrochroa och familjen praktfjärilar. Inga underarter finns listade i Catalogue of Life.